# لويس أنخيل ماتي
لويس أنخيل ماتي (بالإسبانية: Luis Ángel Maté)‏ ولد بتاريخ 23 مارس 1984 في مدريد، هو دراج إسباني في صنف سباق الدراجات على الطريق.

## سباقات أو مراحل فاز بها
| التاريخ        | السباق                               | المركز                                                 |
| -------------- | ------------------------------------ | ------------------------------------------------------ |
| 01 يناير 2009  | طواف أندلوسيا 2009                   | الفائز في ترتيب التسلق                                 |
| 01 يناير 2012  | طواف أندلوسيا 2012                   | الفائز حسب تصنيف سباقات السرعة، الفائز في ترتيب التسلق |
| 11 مارس 2012   | باريس-نيس 2012                       | الثاني في تصنيف الجبال                                 |
| 02 مارس 2014   | طواف ألميريا 2014                    | الثامن في التصنيف العام                                |
| 31 مايو 2014   | جراند بريكس دو بلومليك-موربيهان 2014 | المركز الثاني                                          |
| 14 سبتمبر 2014 | طواف إسبانيا 2014                    | المرتبة 19 في التصنيف العام                            |
| 09 أبريل 2016  | طواف إقليم الباسك 2016               | الخامس في تصنيف الجبال                                 |
| 11 سبتمبر 2016 | طواف إسبانيا 2016                    | العاشر في تصنيف الجبال                                 |
| 29 سبتمبر 2016 | غران بيمونتي 2016                    | المرتبة 15 في التصنيف العام                            |
| 04 يونيو 2017  | طواف لوكسمبورغ 2017                  | السادس في التصنيف العام                                |
| 16 سبتمبر 2018 | طواف إسبانيا 2018                    | الثالث في تصنيف الجبال                                 |
| 01 يناير 2021  | طواف أندلوسيا 2021                   | الفائز في ترتيب التسلق                                 |
| 04 أغسطس 2024  | فولتا البرتغال 2024                  | الأول في تصنيف الجبال                                  |

## وصلات خارجية
- الموقع الرسمي

## روابط خارجية
- لويس أنخيل ماتي على موقع الاتحاد الدولي للدراجات (الإنجليزية)
- لويس أنخيل ماتي على موقع أرشيف الدراجات (الإنجليزية)
- لويس أنخيل ماتي على موقع إحصائيات الدراجات الإحترافية (الإنجليزية)
- لويس أنخيل ماتي على موقع نسبة الدراجات (الإنجليزية)